# Песчаноозёрка
Песчаноозёрка — село в Октябрьском районе Амурской области России. Административный центр и единственный населённый пункт Песчаноозёрского сельсовета.

## Основание
Село основано в 1884 году под названием Алексеевка. Современное наименование получило по причине того, что недалеко находилось озеро с песчаным дном.

## География
Село находится на левом берегу реки Ивановка (левый приток Зеи), на автодороге областного значения Екатеринославка — Ивановка, на расстоянии 42 км к юго-западу (через Панино) от села Екатеринославка, административного центра района.
На запад от села идёт дорога к селу Варваровка. На север от села идёт дорога к селу Преображеновка.

## Население
| 2002 | 2010 | 2012 | 2013 | 2014 | 2015 | 2016 |
| ---- | ---- | ---- | ---- | ---- | ---- | ---- |
| 652  | ↘578 | ↘540 | ↘515 | ↘505 | ↘482 | ↗484 |
| 2017 | 2018 |      |      |      |      |      |
| ↘476 | ↘462 |      |      |      |      |      |

## Улицы
- пер. Заозёрный,
- ул. Переселенческая,
- пер. Торговый,
- ул. Чкалова.

## Достопримечательности
- Памятник Артёму А. Покатаю, командиру партизанского отряда «Чёрный ворон» времён Гражданской войны, погибшему в бою за село Тарбагатай[11][12].
- Мемориал погибшим в Гражданской и Великой Отечественной войнах односельчанам (1980 год)[11].